# Estación General Gutiérrez
General Gutiérrez es una estación ferroviaria ubicada en la localidad del mismo nombre, en el Departamento Maipú, Provincia de Mendoza, República Argentina. Actualmente, es uno de los puntos terminales del Metrotranvía de Mendoza, un sistema de transporte urbano que conecta diferentes departamentos del Gran Mendoza.

## Historia
La estación fue inaugurada el 25 de abril de 1885 por el Ferrocarril Andino, cuando se habilitó el tramo Villa Maipú - Mendoza. Durante décadas, fue un punto clave en la red ferroviaria argentina, facilitando el transporte de pasajeros y carga, especialmente de productos como vino y aceite de oliva, que eran transportados en toneles de 200 litros. La estación contribuyó al crecimiento económico y urbano de la región, convirtiéndose en un centro de intercambio comercial y cultural.
En la década de 2010, la estación fue restaurada y adaptada para formar parte del Metrotranvía de Mendoza. El 28 de febrero de 2012, se reabrió oficialmente, convirtiéndose en uno de los terminales de la línea que conecta General Gutiérrez con la Ciudad de Mendoza. Este sistema de transporte ofrece un servicio rápido, eficiente y respetuoso con el medio ambiente, mejorando la conectividad entre los departamentos del Gran Mendoza. 

### Servicios
En la actualidad, la estación presta servicio de pasajeros a través del Metrotranvía de Mendoza. Este sistema cuenta con unidades Siemens-Duewag U2 y Siemens SD-100, que recorren una línea de aproximadamente 18 kilómetros entre General Gutiérrez y el Parador Avellaneda en Las Heras. El servicio es operado por la Sociedad de Transporte Mendoza, una empresa estatal provincial. La estación General Gutiérrez es uno de los terminales principales, facilitando la conexión con otros medios de transporte dentro del sistema Mendotran.

### Proyecto de Trenes Argentinos
El 9 de septiembre de 2022, Trenes Argentinos inició la inspección de vías para que la estación se convierta en la nueva cabecera oeste del servicio de larga distancia del ramal Retiro - San Luis - Mendoza que finalizaba en Justo Daract pero Cancelado hasta nuevo aviso .

## Imágenes

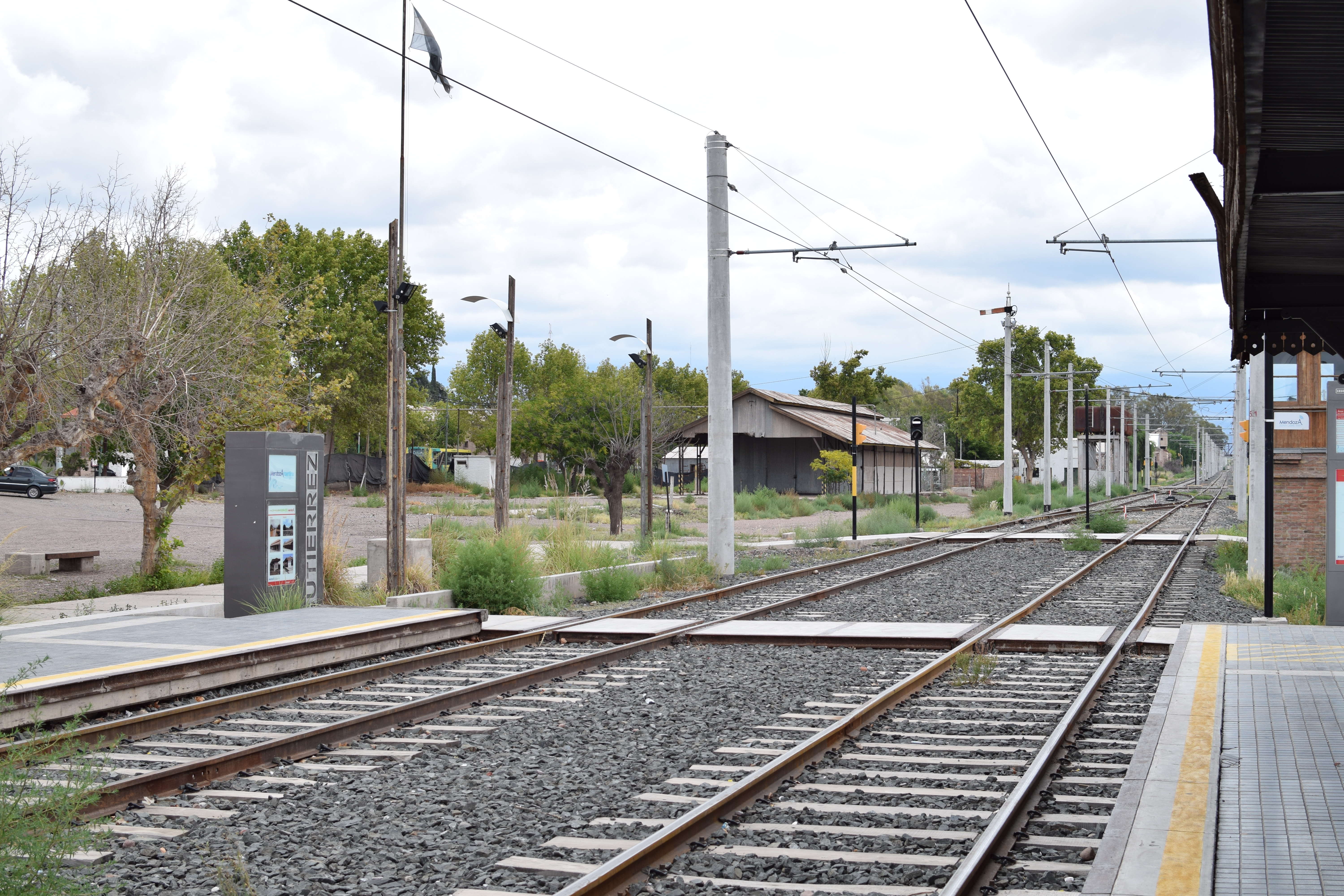
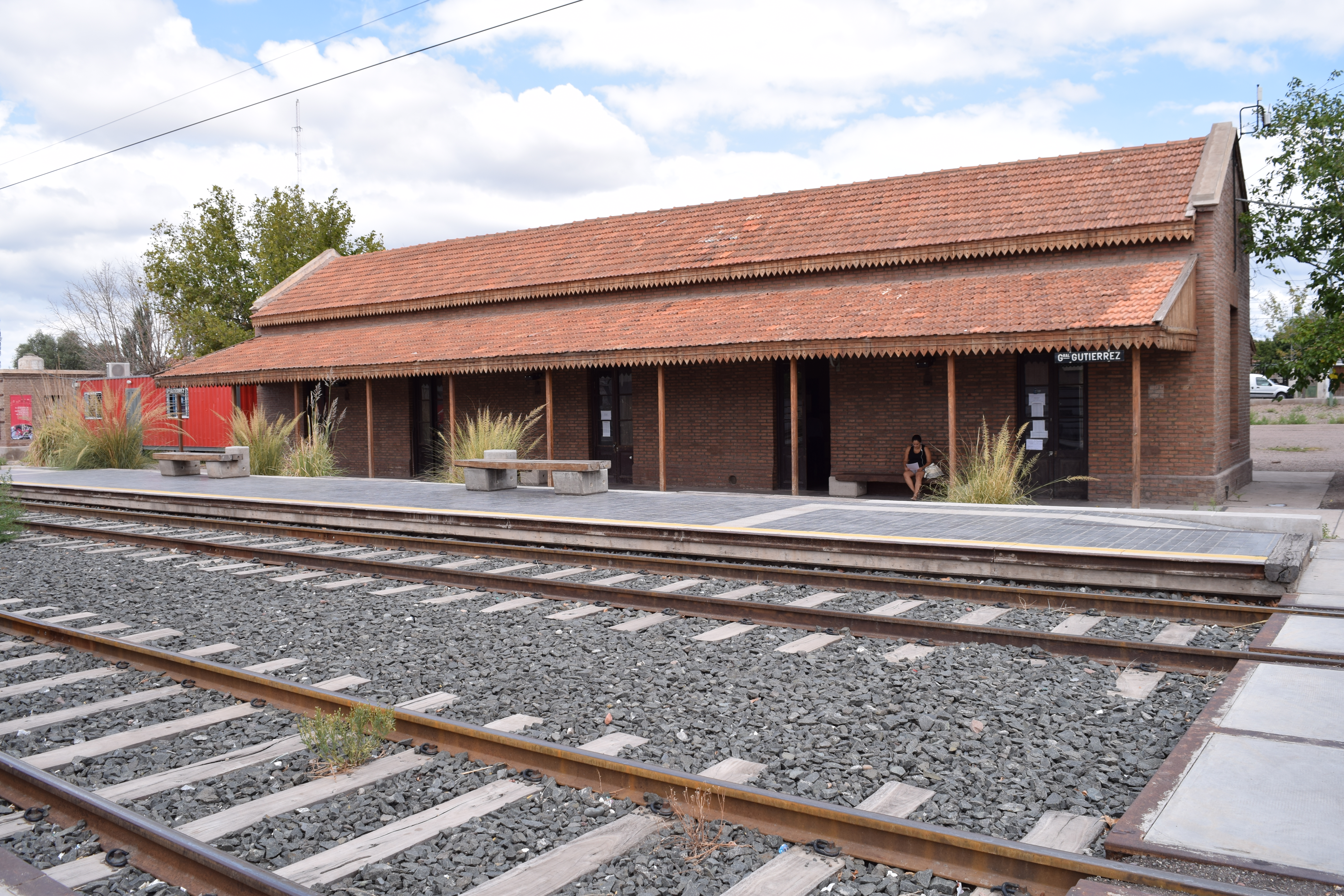
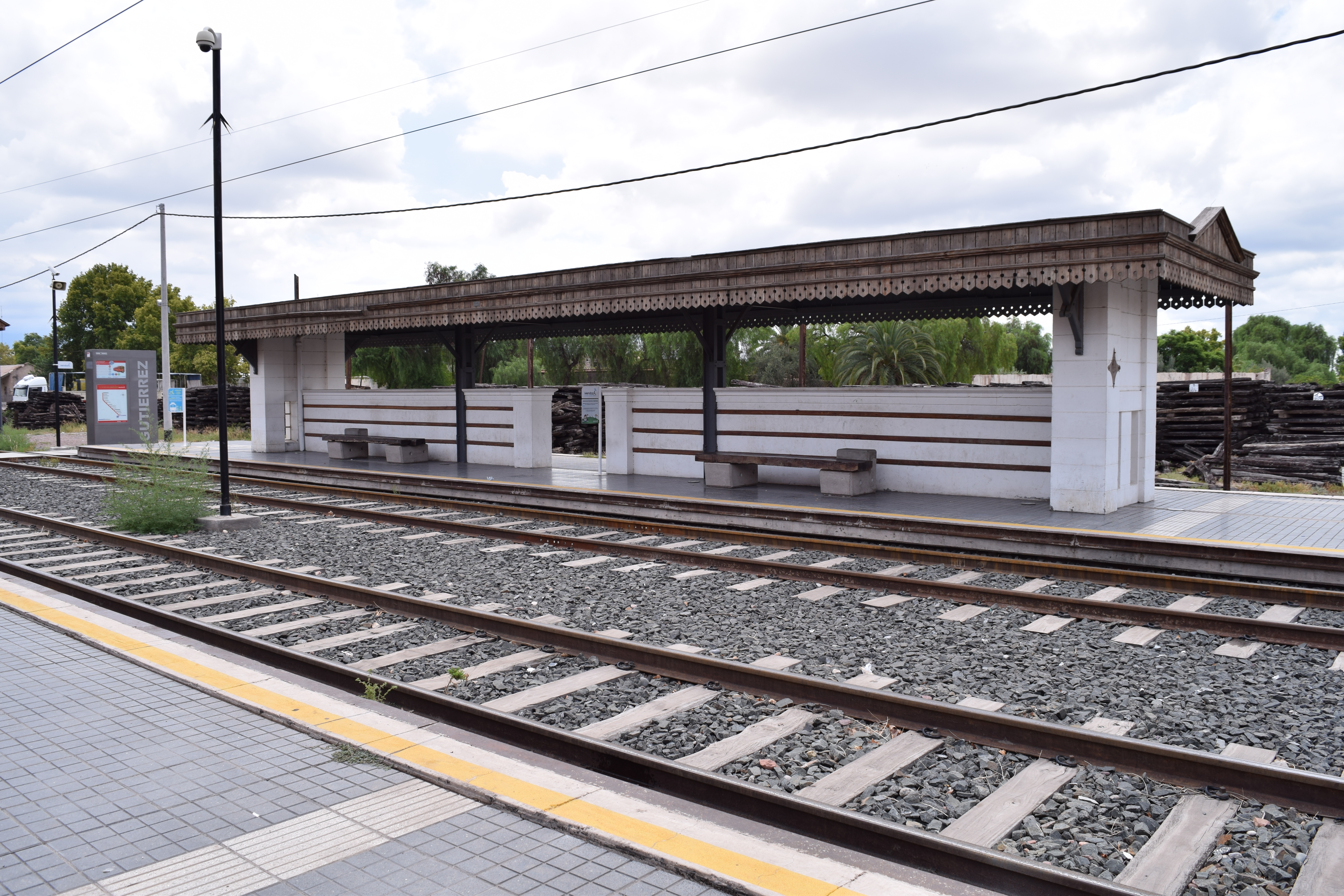
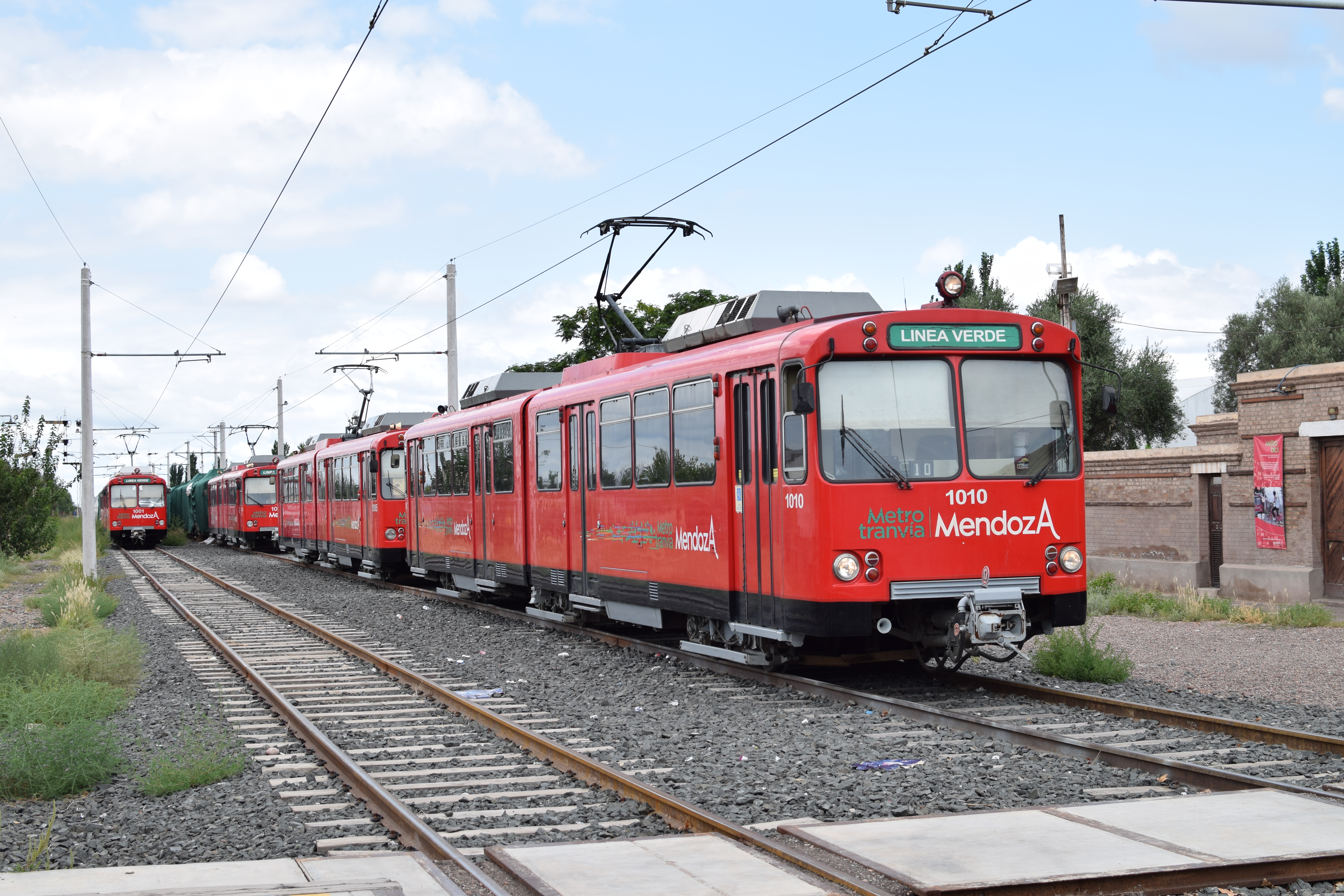
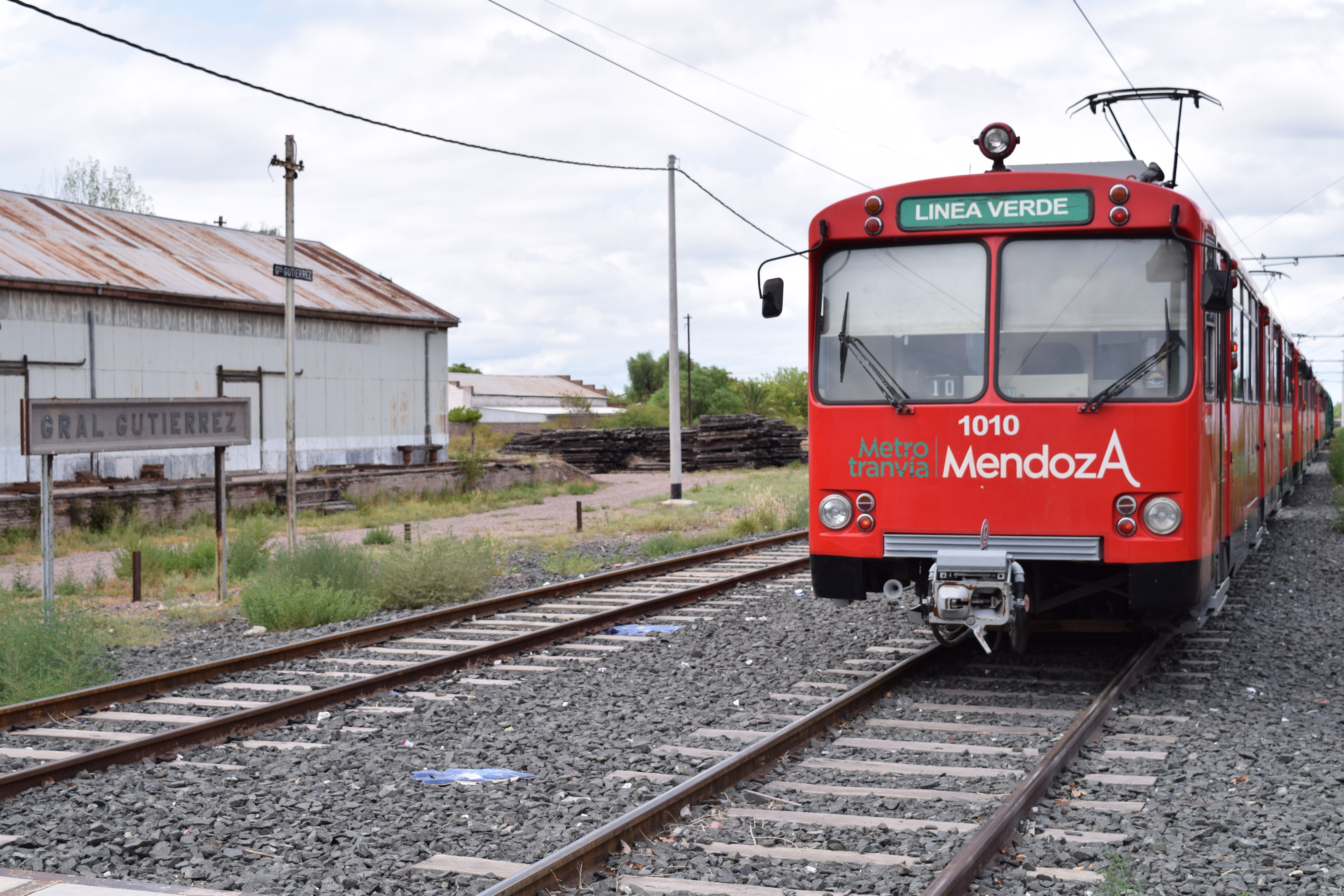